# Дюрандаль

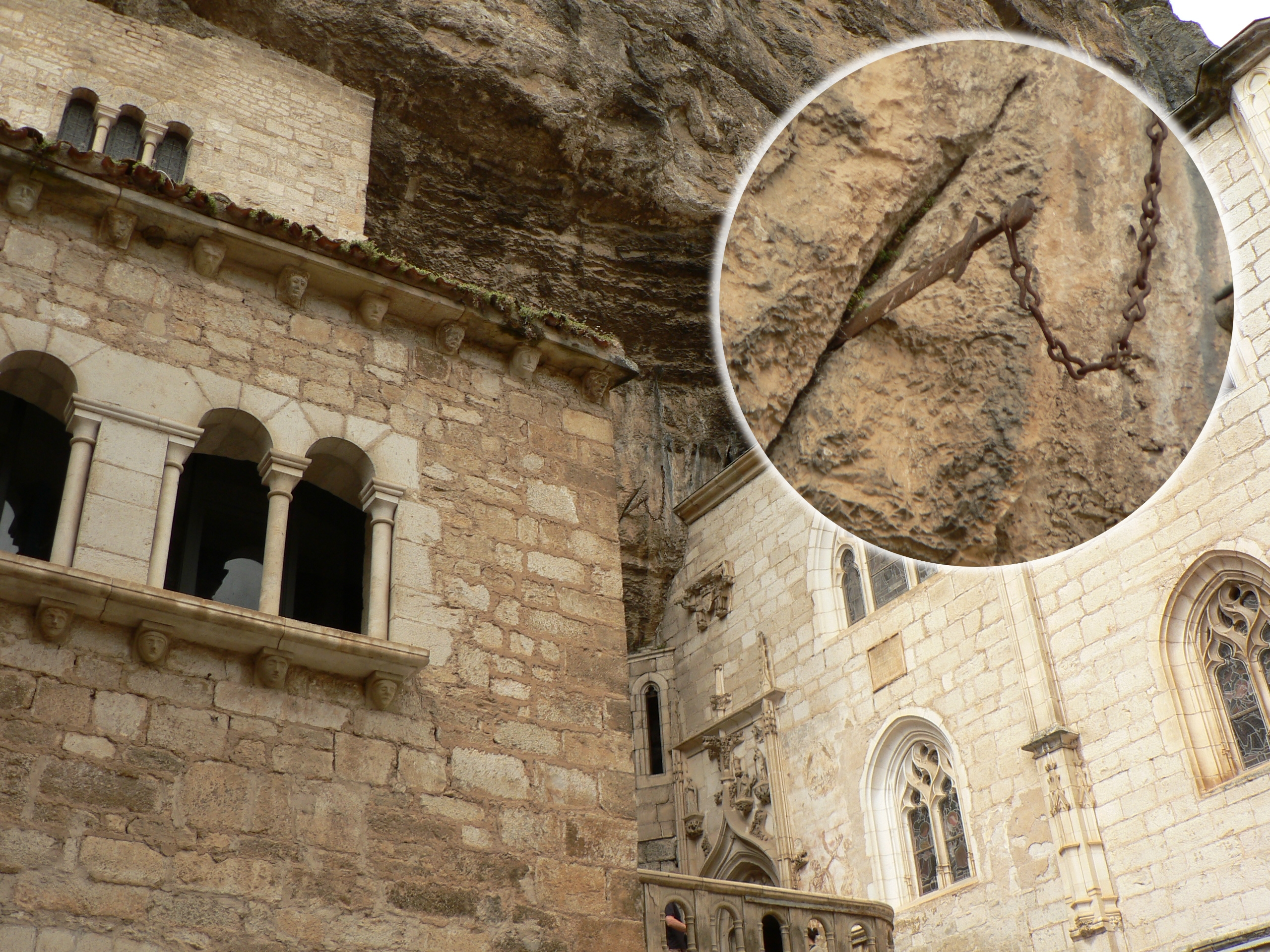
Фрагмент Дюрандаля у стіні замку Рокамадур

Дюрандаль, також Дурліндана, Дуриндана (фр. Durandal) — меч Роланда, персонажа численних середньовічних легенд і літературних творів, включаючи «Пісню про Роланда».

## Історія
Викований ковалем Галаном (вар. — ковалем Мадельгером з Регенсбурга, Муніфіканом). Вручений Карлом Великим своєму лицареві після складення ним присяги. Викований з того самого заліза, що й меч короля Жуаєз («радісний»).
У руків'ї меча зберігалися мощі (кров св. Василя, нетлінний зуб св. Петра, волос Діонісія Паризького, клапоть від ризи Діви Марії).
Припускають, що назва меча походить або від прикметника «dur» — «твердий», або від дієслова «durer» — «бути міцним, стійким, тривалим». За іншою версією, назва меча — арабського походження.
За легендою, меч був незнищенним і здатним прорубувати камінь, і коли Роланд, який загинув у битві 778 року, а його останній бій став предметом легенди, був при смерті, він спробував знищити його, розрубавши об скелю. Оскільки клинок не зламався, він або сховав його під тілом, коли помирав від ран, або ж відкинув за сотню метрів від себе, де він заглибився в скелю.
5 липня 2024 року, видання LADbible повідомило, що меч Дюрандаль був викрадений, а його раптове зникнення — стало шоком для всієї місцевої громади. Розслідування щодо місцезнаходження меча — розпочато. 

## Меч у«Пісні про Роланда»
Вмираючи, Роланд хоче знищити його, щоб меч не дістався ворогам.
Пора нам, Дюрандалю, з тобою попрощатись.
Для мене ти вже більше не придатний.
З тобою недругів ми багатьох побили,
З тобою землі ми великі підкорили.
Він б'є ним об скелю, але лезо навіть не щербиться.
«Пісня про Роланда» не дає відповіді, що трапилося з Дюрандалем далі. «Карлусмагнуссага», що спирається, ймовірно, на незбережені французькі джерела, розповідається про те, що Карл посилає 5 лицарів вийняти меч з рук загиблого, але їхні зусилля виявляються безрезультатними. Нарешті, імператор проголошує молитву, й рука Роланда розтискається. Карл кидає неушкоджений меч Роланда в озеро, але забирає собі руків'я зі святими мощами.
У французькій мові Дюрандаль — жіночого роду. До меча, як до коханої, звернена щира прихильність і любов лицаря. Сцена його прощання з мечем вважається однією з найбільш зворушливих в літературі.

## «Пісня про Аспремон»
У поемі «Пісня про Аспремон» (XII століття) Роланд здобуває Дюрандаль в бою із сарацином Хельмонтом.

## Меч у поемі«Несамовитий Роланд»Аріосто
Лудовіко Аріосто називає меч Роланда Дуріндана (Durindana, Durindan), і пише про те, що меч раніше належав Гекторові. Роланду його дав чарівник Магріус. Вважається, що цей меч дотепер зберігається в Рокамадурі, Франція (Rocamadour).

## У відеоіграх та фентезійній літературі
- У трилогії відеоігор Marathon (Macintosh, 1994-96) ім'я Дюрандаль має антагоніст головного героя, один з трьох штучних інтелектів, які керують планетоїдом Marathon. У першій частині гри є прямі відсилання на «Пісню про Роланда», зроблені самим Дюрандалем у властивій йому саркастичній манері.
- У відеогрі Завтра Війна (реліз 27 жовтня 2006 року), створеної за мотивами однойменної трилогії А. Зорича, Дюрандалем називається новітній аерокосмічний винищувач, на якому вперше вдалося змонтувати компактний генератор захисного поля.
- У відеогрі Final Fantasy XII Дюрандаль має найбільшу атакуючу силу серед одноручних мечів.
- Назву «Дюрандаль» носить модель автомата у фантастичній повісті «Правила гри без правил» Едуарда Геворкяна.